# Le pacte du silence (película)
Le pacte du silence (titulada: Pacto de silencio en Argentina, El pacto del silencio en México y Silencio pactado en España) es una película francesa de drama, romance y misterio de 2003, dirigida por Graham Guit, escrita por Rose Bosch y basada en la novela Sacred and Profane de Marcelle Bernstein, musicalizada por Alexandre Desplat, en la fotografía estuvo Patrick Blossier y los protagonistas son Gérard Depardieu, Élodie Bouchez y Carmen Maura, entre otros. El filme fue realizado por Canal+, Légende Films, StudioCanal y TF1 Films Production; se estrenó el 5 de marzo de 2003.

## Sinopsis
Un cura, que además es doctor, investiga la enigmática enfermedad de una joven monja, esta guarda un sombrío secreto con su hermana gemela, una homicida infantil convicta.